# Guido von Rochefort
Guido von Rochefort, genannt „der Rote“ (franz.: Gui le Rouge de Rochefort; † 1108), war ein Seneschall von Frankreich aus dem Haus Montlhéry. Er war Graf von Rochefort(-en-Yvelines), Herr von Crécy-en-Brie, Gournay-sur-Marne und Bréthencourt, sowie Kastellan von Châteaufort und Gometz.
Er war ein jüngerer Sohn des Burgherrn Guido I. von Montlhéry und der Hoderine von Gometz. Guido gilt als der Erbauer der Burg Bréthencourt.
Guido wird häufig mit unterschiedlichen Ordnungszahlen genannt, als Guido II. in Unterscheidung zu seinem Vater oder als Graf Guido I. von Rochefort, was häufig zu Verwirrungen in der Genealogie seiner Familie führt. Von seinen Eltern erbte er die Burgen Rochefort-en-Yvelines, Gometz und Châteaufort, während die Stammburg Montlhéry an seinen älteren Bruder Milon I. ging – Guido ist insofern nicht zu verwechseln mit Milos Sohn Guido II., Herr von Montlhéry.
Abt Suger von Saint-Denis berichtete, das Guido ein enger Freund des Königs Philipp I. von Frankreich war, von dem er zu seinem Seneschall ernannt wurde. Offenbar erhielt er auch den Titel eines Grafen, jedenfalls wird er so bei Suger genannt. Guido übte dadurch einen dominierenden Einfluss am königlichen Hof aus, der in erster Linie seiner Familie zugutekam, die im Zentrum einer eng miteinander verbundenen Gruppierung von Burgherrenfamilien der Île-de-France stand. Er nahm im lombardischen Kontingent am Kreuzzug von 1101 teil, um die Familienehre wiederherzustellen, nachdem sein Neffe Guido Troussel auf dem ersten Kreuzzug bei der Belagerung von Antiochia desertiert war.
Nach seiner Rückkehr nahm Guido sofort wieder die führende Position am Hof ein. Die Stellung seiner Familie suchte er durch ihre Einheiratung in das Königshaus zu festigen. So verheiratete er eine Großnichte mit dem Prinzen Philipp und seine eigene Tochter, Lucienne, um 1104 mit dem Thronfolger und späteren König Ludwig VI. dem Dicken. Kurz darauf reichte er das Seneschallat an seinen Sohn Hugo weiter. Aber 1107 beabsichtigte der Kronprinz, sich aus dem Einfluss der Montlhéry-Rochefort zu befreien und ließ sich von Lucienne scheiden. Er entzog Hugo das Seneschallat und vergab es an Anseau de Garlande, Guidos königstreuen Schwiegersohn.
Die Familie Montlhéry löste darauf einen lang anhaltenden Aufstand der Burgherren der Île-de-France aus, der König Ludwig VI. über Jahre hinweg beschäftigte. Zusammen mit seinem Sohn musste Guido 1108 die Burg Gournay gegen ein Heer des Königs verteidigen. Ihm gelang es den mächtigen Grafen Theobald von Blois-Champagne für seine Sache zu gewinnen, der aber beim Versuch des Entsatzes vom König geschlagen wurde. Darauf musste Guido die Burg Gournay aufgeben, kurz darauf starb er. Sein Sohn Hugo führte den Aufstand noch bis 1118 fort.
Guido der Rote war zwei Mal verheiratet. Seine erste Frau hieß Elisabeth, mit der er wohl drei Kinder hatte:
- Guido II. († wohl 1115), Graf von Rochefort
- Biota, ⚭ mit Vizegraf Fulko von Château-Landon
- N.N., ⚭ mit Anseau de Garlande († 1118), Seneschall von Frankreich

Seine zweite Frau war Adélais/Adelheid von Crécy, Witwe des Grafen Bouchard II. von Corbeil, die ihm die Burgen Crécy-en-Brie und Gournay-sur-Marne in die Ehe brachte. Ihre Kinder waren:
- Hugo († nach 1118), Seneschall von Frankreich
- Lucienne († nach 1137), ⚭ 1104 mit dem späteren König Ludwig VI.; ⚭ nach 1107 mit Guichard III. von Beaujeu († 1137)